# آن كوثبرت راي
آن كوثبرت راي هي كاتِبة وشاعرة كندية، ولدت في 1788، وتوفيت في 1860.